# Coupe de Luxembourg 2014-2015
La Coppa di Lussemburgo 2014-2015 è stata la 93ª edizione della coppa nazionale lussemburghese disputata tra il 30 agosto 2014 e il 31 maggio 2015.
Il Differdange 03 si è aggiudicato il trofeo per la 19ª volta nella sua storia, stabilendo così il record delle vittorie nella competizione.

## Formula
Alla coppa prendono parte le squadre delle prime cinque serie. I club della massima divisione entrano nella competizione a partire dai sedicesimi di finale. Tutti i turni si disputano in gare di sola andata.

## Primo turno
| Squadra 1            | Risultato     | Squadra 2                       |
| -------------------- | ------------- | ------------------------------- |
| 30 agosto 2014       |               |                                 |
| Pratzerthal-Redange  | 2 − 4         | Hosingen                        |
| 31 agosto 2014       |               |                                 |
| Moutfort/Medingen    | 3 − 2         | Jeunesse Gilsdorf               |
| Ell                  | 1 − 0 (d.t.s) | Sporting Mertzig                |
| Les Aiglons Dalheim  | 2 − 0         | Vinesca Ehnen                   |
| Tricolore Gasperich  | 1 − 13        | Munsbach                        |
| Bourscheid           | 0 − 4         | Feulen                          |
| Syra Mensdorf        | 2 − 0         | Les Ardoisiers Perlé            |
| Young Boys Diekirch  | 5 − 0         | Jeunesse Biwer                  |
| The Belval Belvaux   | 2 − 0         | Olympia Christnach Waldbillig   |
| Racing Troisvierges  | 5 − 3         | Blo-Wäiss Izeg                  |
| Koerich/Simmern      | 1 − 4         | Ehlerange                       |
| CeBra                | 0 − 2         | Luxembourg-Porto                |
| Daring Echternach    | 5 − 1         | Schouweiler                     |
| Alisontia Steinsel   | 12 − 0        | Claravallis Clervaux            |
| Colmar-Berg          | 3 − 1         | Kischpelt Wilwerwiltz           |
| Red Star Merl-Belair | 2 − 1         | Red Boys Aspelt                 |
| Noertzange HF        | 3 − 0         | Rupensia Lusitanos - Larochette |

## Secondo turno
| Squadra 1             | Risultato            | Squadra 2            |
| --------------------- | -------------------- | -------------------- |
| 14 settembre 2014     |                      |                      |
| Heiderscheid/Eschdorf | 3 − 7                | Red Star Merl-Belair |
| Feulen                | 4 − 2                | Ehlerange            |
| Rambrouch             | 0 − 4                | Colmar-Berg          |
| Young Boys Diekirch   | 4 − 1                | Daring Echternach    |
| Kopstal 33            | 0 − 8                | Sanem                |
| Syra Mensdorf         | 1 − 0                | Clemency             |
| Sporting Beckerich    | 2 − 4 (d.t.s)        | Schengen             |
| Excelsior Grevels     | 2 − 2 (4 - 5 d.c.r.) | Jeunesse Useldange   |
| Moutfort/Medingen     | 0 − 8                | Munsbach             |
| Ell                   | 4 − 0                | Racing Troisvierges  |
| Blo-Weiss Medernach   | 5 − 0                | Folschette           |
| Noertzange HF         | 3 − 0                | Les Aiglons Dalheim  |
| Luxembourg-Porto      | 0 − 0 (3 - 2 d.c.r.) | Minière Lasauvage    |
| Red Black-Egalité     | 1 − 3                | Hosingen             |
| Reisdorf              | 0 − 0 (1 - 4 d.c.r.) | The Belval Belvaux   |
| Alisontia Steinsel    | 7 − 1                | Brouch               |

## Terzo turno
| Squadra 1                  | Risultato       | Squadra 2             |
| -------------------------- | --------------- | --------------------- |
| 5 ottobre 2014             |                 |                       |
| Young Boys Diekirch        | 2 − 1           | Koeppchen Wormeldange |
| Jeunesse Schifflingen      | 2 − 1 (d.t.s)   | Esch                  |
| Colmar-Berg                | 2 − 5           | Berdorf-Consdorf      |
| Syra Mensdorf              | 2 − 4           | Orania Vianden        |
| The Belval Belvaux         | 1 − 2           | Sporting Bertrange    |
| Munsbach                   | 1 − 0 (d.t.s)   | Sanem                 |
| Ell                        | 0 − 4 (d.t.s)   | Alisontia Steinsel    |
| Berdenia Berbourg          | 4 − 1 (dts)     | Bastendorf            |
| Lorentzweiler              | 6 − 6 (3-5 dcr) | Union Remich/Bous     |
| Norden                     | 3 − 4           | Jeunesse Junglinster  |
| Avenir Beggen              | 7 − 0           | Schengen              |
| Marisca Miersch            | 4 − 0           | Bettembourg           |
| Luxembourg-Porto           | 1 − 2           | Hosingen              |
| Kehlen                     | 1 − 0           | Feulen                |
| Yellow Boys                | 3 − 1           | Jeunesse Schieren     |
| Red Star Merl-Belair       | 1 − 3           | Blo-Weiss Medernach   |
| Jeunesse Useldange         | 0 − 3           | Oberkorn              |
| Wincrange                  | 1 − 0           | Green-Boys            |
| Boevange/Attert            | 0 − 2           | Atert Bissen          |
| Luna Obercorn              | 0 − 4           | Résidence Walferdange |
| Steinfort                  | 1 − 4           | Alliance Äischdall    |
| Union Mertert-Wasserbillig | 5 − 1           | Noertzange HF         |

## Quarto turno
| Squadra 1             | Risultato       | Squadra 2                  |
| --------------------- | --------------- | -------------------------- |
| 31 ottobre 2014       |                 |                            |
| Swift Hesperange      | 5 - 0           | Young Boys Diekirch        |
| Rodange 91            | 3 − 0           | Union 05 Kayl-Tétange      |
| 1 novembre 2014       |                 |                            |
| Sporting Bertrange    | 3 − 2           | Jeunesse Junglinster       |
| 2 novembre 2014       |                 |                            |
| UNA Strassen          | 2 − 1           | Alisontia Steinsel         |
| Titus Lamadelaine     | 4 − 0           | Blo-Weiss Medernach        |
| Mamer 32              | 2 − 5           | Minerva Lëntgen            |
| Sandweiler            | 3 − 2           | Union Mertert-Wasserbillig |
| Yellow Boys           | 1 − 4           | Union Remich/Bous          |
| Orania Vianden        | 1 − 2           | Wincrange                  |
| Kehlen                | 0 − 2           | Berdenia Berbourg          |
| Marisca Miersch       | 3 − 1           | Résidence Walferdange      |
| Oberkorn              | 2 − 2 (4-5 dcr) | Munsbach                   |
| Avenir Beggen         | 3 − 0           | Hosingen                   |
| R.M. Hamm Benfica     | 3 − 0           | Pétange                    |
| Blue Boys             | 3 − 2           | Mondercange                |
| Alliance Äischdall    | 2 − 4           | RU Luxembourg              |
| Erpeldange 72         | 0 − 1           | Atert Bissen               |
| Jeunesse Schifflingen | 2 − 1           | Berdorf-Consdorf           |

## Sedicesimi di finale
| Squadra 1             | Risultato       | Squadra 2          |
| --------------------- | --------------- | ------------------ |
| 28 novembre 2014      |                 |                    |
| Jeunesse Schifflingen | 0 − 1 (d.t.s)   | Rumelange          |
| Munsbach              | 0 − 2           | Mondorf            |
| 29 novembre 2014      |                 |                    |
| Berdenia Berbourg     | 0 − 4           | F91 Dudelange      |
| 30 Novembre 2014      |                 |                    |
| Union Remich/Bous     | 1 − 4           | Differdange 03     |
| UNA Strassen          | 4 - 2           | Progrès Niedercorn |
| Avenir Beggen         | 1 − 1 (2-3 dcr) | Jeunesse Canach    |
| Sporting Bertrange    | 1 - 3           | Grevenmacher       |
| Marisca Miersch       | 2 - 2 (2-4 dcr) | Käerjeng 97        |
| R.M. Hamm Benfica     | 2 − 1           | Jeunesse Esch      |
| Sandweiler            | 0 − 5           | Hostert            |
| RU Luxembourg         | 3 - 0           | Victoria Rosport   |
| Minerva Lëntgen       | 1 − 4           | Wiltz 71           |
| Blue Boys             | 0 − 4           | Rodange 91         |
| Swift Hesperange      | 1 − 0           | Titus Lamadelaine  |
| Atert Bissen          | 1 − 4           | Fola Esch          |
| Wincrange             | 1 − 2           | Etzella Ettelbruck |

## Ottavi di finale
| Squadra 1        | Risultato   | Squadra 2          |
| ---------------- | ----------- | ------------------ |
| 7 dicembre 2014  |             |                    |
| Wiltz 71         | 3 − 4 (dts) | Rumelange          |
| UNA Strassen     | 0 − 1       | F91 Dudelange      |
| Rodange 91       | 0 − 3       | Differdange 03     |
| Swift Hesperange | 0 − 3       | Grevenmacher       |
| RU Luxembourg    | 0 − 2       | R.M. Hamm Benfica  |
| Hostert          | 0 − 2       | Etzella Ettelbruck |
| Mondorf          | 2 − 4 (dts) | Fola Esch          |
| Jeunesse Canach  | 3 − 1       | Käerjeng 97        |

## Quarti di finale
| Squadra 1       | Risultato            | Squadra 2          |
| --------------- | -------------------- | ------------------ |
| 4 marzo 2014    |                      |                    |
| Rumelange       | 2 − 5                | Differdange 03     |
| Grevenmacher    | 1 − 2 (dts)          | Etzella Ettelbruck |
| Jeunesse Canach | 0 - 0 (4 - 2 d.c.r.) | R.M. Hamm Benfica  |
| Fola Esch       | 1 − 3                | F91 Dudelange      |

## Semifinali
| Squadra 1      | Risultato | Squadra 2          |
| -------------- | --------- | ------------------ |
| 15 maggio 2014 |           |                    |
| Differdange 03 | 3 − 2     | Jeunesse Canach    |
| F91 Dudelange  | 4 − 0     | Etzella Ettelbruck |

## Finale
| Lussemburgo 31 maggio 2015, ore 17:00 UTC+1  | Differdange 03       | 1 – 1 (d.t.s.) referto | F91 Dudelange | Stadio Josy Barthel |
| \| \| \| \| \| \| Tiri di rigore 3 – 2 \| \| |                      |                        |               |                     |
|                                              |                      |                        |               |                     |
|                                              | Tiri di rigore 3 – 2 |                        |               |                     |